# Ne veszítsd el a fejed
Koncz Zsuzsa 1993-ban kiadott albuma CD-n és kazettán. Bakelitlemezen már csak egy hat számból álló válogatás jelent meg középlemez (EP) formában.

## Az album dalai
1. Amíg az óra jár (Bornai Tibor – Bródy János)
2. Éjféli nap (Tolcsvay László – Bródy János)
3. Százéves pályaudvar (Gerendás Péter – Bródy János)
4. Ne veszítsd el a fejed (Tolcsvay László – Bródy János)
5. A tükörkép (Bródy János)
6. Frédi és Irénke (Bornai Tibor)
7. Késő van (Bornai Tibor)
8. Hetedik emelet (Tolcsvay László – Bródy János)
9. Ez már az ősz (Tolcsvay László – Bródy János)
10. Mindennapi álom (Bornai Tibor – Bródy János)
11. Közveszélyes játék (Móricz Mihály – Bródy János)
12. Az első villamos (Tolcsvay László – Bródy János)
13. Nekünk nem kell már (Tolcsvay László – Bródy János)
14. Hej, tulipán (Bródy János)

## Külső hivatkozások
- Információk Koncz Zsuzsa honlapján